# 1028 (عدد)
1028 هو عدد صحيح، يلي العدد 1027 وويسبق العدد 1029.

## في الرياضيات

### خصائص
- عدد طبيعي.[3]
- عدد زوجي.[4][5]
- عدد موجب،[6] السالب منه هو -1028.[7]

## في التاريخ
- 1028 هـ هي سنة في التقويم الهجري.
- هي سنة 1028 م في التقويم الميلادي.

## وصلات خارجية
الأعداد الصاتمة، ديوان اللغة العربية.